# 篠原鮎
篠原 鮎（しのはら あゆ、1975年3月24日 - ）は、日本の元AV女優。
東京都出身。血液型:O型。身長:158cm。スリーサイズ:B83・W57・H85。

## 略歴
1993年9月に『エクスタシーをぶっとばせ 』でAVデビュー。
1994年に引退。

## 出演作品

### アダルトビデオ
1993年
- エクスタシーをぶっとばせ （9月9日、メシア）
- 大人の気分で （9月25日、KUKI）
- ウズウズめしべ （10月8日、アリスJAPAN）
- アユはビンカン （10月21日、メシア）
- 濡れる想い体中感じて （11月12日、アリスJAPAN）
- Are You Lady もっとHに悶えて! （11月19日、コンフィデンス）
- 翔んだカップル エッチなお手伝いさん （12月9日、メシア）
- あれしてこれしてもっとして （12月24日、コンフィデンス）

1994年
- ペロヨンちんちゃん ヌケばぁ～! （1月14日、アリスJAPAN）
- アユのハートはドキドキトキメキ （1月28日、セシル）
- セクシームーン うさぎちゃんに御用心 （2月8日、メシア）
- 鮎が教えてあ・げ・る! （2月25日、セシル）
- 女教師狩り （3月4日、マックス・エー）
- フラッシュパラダイス （3月25日、アリスJAPAN）
- セクシームーン・2 蒼い果実のエロス （4月7日、メシア）
- 狙われたアイドル （4月28日、セシル）
- すぺるまみれ （5月13日、アリスJAPAN）
- 淫口 （5月31日、マックス・エー）
- 篠原鮎のレイプ狂い （7月22日、アリスJAPAN）
- 女尻 （8月26日、アリスJAPAN）
- 咲き乱れ三姉妹 痴態をさらす女たち （9月30日、エイトマン）…共演:吉野真理、立原貴美

### オリジナルビデオ
- 淫獣教師 実写版 （1995年7月21日、ピンクパイナップル）…共演:妹尾洸、本木まり子、麻生菜月、新堂有望 他

## 雑誌
- オレンジ通信 1993年12月号（表紙）